# Reference.com
Reference.com — онлайн-енциклопедія, яка організовує вміст, що використовує формат запитань і відповідей. Статті упорядковані за ієрархічними категоріями.
|            |                                               |
| Тип сайту  | Онлайн-енциклопедія, онлайн-словник, тезаурус |
| Доступно в | Англійська, іспанська                         |
| Власник    | IAC                                           |
| URL        | www.довідка.com                               |
| Запущений  | Лютий 1997 р . ; 24 роки тому                 |

До того, як IAC реструктуризував сайт після придбання у 2008 році, Reference.com включав кілька довідкових робіт та розкривав свої джерела.

## Історія
Reference.com було засновано компанією InReference, Inc у лютому 1997 р.  Пізніше сайт було придбано Lexico Publishing Group, LLC. У 2005 році Lexico оголосив, що Reference.com почне пропонувати пошук вмісту Вікіпедії. 
Популярність Dictionary.com була значно підвищена практикою Google пропонувати посилання у верхній частині результатів пошуку, яке переходить до визначення Dictionary.com. [ необхідне цитування ] Ці ексклюзивні стосунки були припинені без пояснення загальнодоступних, коли посилання Google були перенаправлені на визначення на Answers.com . (У грудні 2009 року посилання Answers.com замінено власним словником Google.) Google додав посилання на визначення Dictionary.com для певних пошукових слів у невиключному відношенні (разом із посиланнями на визначення з кількох інших комерційних довідкових вебсайтів) . 3 липня 2008 року ІАСпридбала Lexico Publishing Group, LLC та три її властивості: Thesaurus.com, Reference.com та Dictionary.com.